# The Thumb
The Thumb är ett berg i Kanada.   Det ligger i provinsen British Columbia, i den centrala delen av landet, 3 700 km väster om huvudstaden Ottawa. Toppen på The Thumb är 1 854 meter över havet, eller 371 meter över den omgivande terrängen. Bredden vid basen är 3,7 km.
Terrängen runt The Thumb är huvudsakligen kuperad, men söderut är den bergig. Trakten runt The Thumb är nära nog obefolkad, med mindre än två invånare per kvadratkilometer..
I omgivningarna runt The Thumb växer i huvudsak barrskog.